# Stamnodes eludens
Stamnodes eludens är en fjärilsart som beskrevs av W. Warren 1908. Stamnodes eludens ingår i släktet Stamnodes och familjen mätare. Inga underarter finns listade i Catalogue of Life.